# Электронный бизнес
Электро́нный би́знес (англ. Electronic Business), Е-бизнес, И-бизнес, e-Business, Интернет-бизнес — бизнес-модель, в которой бизнес-процессы, обмен бизнес-информацией и коммерческие транзакции автоматизируются с помощью информационных систем. Значительная часть решений использует Интернет-технологии для передачи данных и предоставления Web-сервисов. Впервые термин прозвучал в выступлении бывшего генерального директора IBM Луиса Герстнера. Также, это любой вид коммерческой или некоммерческой транзакции, который включает в себя обмен информацией через Интернет. Торговля представляет собой обмен продуктами и услугами между предприятиями, группами и отдельными лицами и может рассматриваться как одно из основных направлений деятельности любого бизнеса. Электронная коммерция фокусируется на использовании ИКТ для обеспечения внешней деятельности и отношений бизнеса с отдельными лицами, группами и другими предприятиями, в то время как электронный бизнес относится к бизнесу с помощью Интернета . Термин «электронный бизнес» был придуман командой маркетинга и Интернета IBM в 1996 году. Электронный бизнес — совокупное понятие для множества классов ИС, автоматизирующих коммерческую работу предприятия. Помимо электронной коммерции, ориентированной на взаимодействие с потребителем в сфере продаж, осуществляется поддержка всей цепочки создания добавочной стоимости предприятия.
Подобного рода тотальная автоматизация имеет ряд неоспоримых преимуществ, а именно: 
- Снижение издержек на оплату труда;
- Отсутствие рисков, связанных с человеческим фактором (ошибки, утечка информации, воровство, больничные и т.п.);
- Увеличение скорости выполнения операций, а как следствие – скорости самого бизнеса (зарабатывания денег);
- Сокращение, а в ряде моделей бизнеса и полное отсутствие материальных активов организации (весь бизнес распределен в киберпространстве — нет ни офиса, ни сотрудников, ни материальных товаров);
- Высокая скорость масштабирования бизнеса. Информация в электронном виде может копироваться по заданным алгоритмам со скоростью света;
- Исчезновение расстояний между продавцом и покупателем. Находясь в самолете над Австралией можно с легкостью продать лыжи покупателю из Канады;
- Возможность даже небольшим организациям конкурировать с гигантами в своей отрасли.

И много других. Как прямых, так и косвенных.
Электронный бизнес является сферой активного возникновения и использования инноваций, а также поисковых междисциплинарных исследований. Это подтверждается наличием большого количества научных конференций, посвященных данной проблематике, а также деятельностью большого количества исследовательских центров, занимающихся поиском новых решений для электронного бизнеса. Технологические решения или интегрированные системы для электронного бизнеса предлагают практически все крупные компании-производители компьютеров, сетевого оборудования и программного обеспечения: IBM, Hewlett-Packard, Compaq, Intel, Sun Microsystems, Cisco Systems, Microsoft, Computer Associates International, Navision и т.д.
Развитие электронной торговли и электронных средств взаимодействия отмечено как одно из приоритетных направлений программы «Электронная Россия».
Сегодня электронный бизнес – это широкая сфера деятельности, в которой работают специалисты разного профиля.
В мире существует большое количество профессиональных ассоциаций в области электронного бизнеса.
Состояние области электронного бизнеса, существующие в нем научные и практические проблемы, обсуждаются на многих конференциях, посвященных данной тематике.
Во многих учебных заведениях мира существуют программы обучения в области электронного бизнеса: программы подготовки бакалавров, магистров, программы дополнительного образования в этой области, программы МВА, аспирантура.   Образование в области электронного бизнеса ориентировано на подготовку высококвалифицированных специалистов для работы в крупных онлайновых и оффлайновых компаниях. Магистры готовятся как менеджеры высшего звена (в перспективе - СЕО, CTO, директор по экономике и информатике).

## История
История электронного бизнеса уходит корнями в начало революции в сфере информационных технологий 1960—1970-х годов. Стремительное развитие ИКТ — собирательного названия отраслей микроэлектроники, компьютерной техники и телекоммуникаций — сделало возможным упростить и удешевить обмен данными между и внутри предприятий. Безбумажные технологии электронного обмена данными (EDI, далее ЭОД) начали внедрять крупные корпорации, чтобы снизить нагрузку и издержки документарной работы, а также повысить скорость обмена.

## Проблемы
Несмотря на то, что было много написано об экономических преимуществах торговли через Интернет , есть также свидетельства того, что некоторые аспекты Интернета, такие как карты и услуги с учетом местоположения, могут служить для усиления экономического неравенства и цифрового разрыва . 
- Безопасность
- Подлинность
- Конфиденциальность
- Контроль доступа
- Наличие доказательств для подтверждения транзакции
- Целостность данных («Может ли информация быть изменена или повреждена каким-либо образом?»)
- Доступность

## Классы промышленных систем электронного бизнеса
Существует несколько классов информационных систем, используемых предприятиями для автоматизации бизнеса:
- ERP (англ. Enterprise Resource Planning) — ИС управления ресурсами предприятия.
- CRM (англ. Customer Relationship Management) — ИС управления взаимодействием с клиентами.
- BI (англ. Business Intelligence) — ИС сбора, анализа и представления бизнес информации.
- ECM (англ. Enterprise Content Management) — ИС управления информацией и документами на предприятии.
- HRM (англ. Human Resource Management) — ИС управления персоналом.
- SCM (англ. Supply Chain Management) — ИС управления цепочками поставок.